# Stephanie Rieth
Stephanie Rieth (* 30. März 1975) ist eine deutsche römisch-katholische Theologin und seit 15. April 2022 Bevollmächtigte des Generalvikars des Bistums Mainz. Zusammen mit Bischof Peter Kohlgraf und Generalvikar Sebastian Lang bildet sie die Bistumsleitung und leitet als Ordinariatsdirektorin das Zentraldezernat. Mit ihrer Berufung praktiziert das Bistum Mainz eine bundesweit einzigartige neue Form der Verantwortungsteilung auf höchster Ebene der Bistumsleitung.

## Leben
Stephanie Rieth wurde an der Mittelmosel im Bistum Trier geboren und wuchs in einer Familie mit fünf Geschwistern auf. Nach dem Studium der Katholischen Theologie in Mainz absolvierte sie im Bistum Mainz die Ausbildung zur Pastoralreferentin und war dort ab 1999 in verschiedenen pastoralen Einsatzfeldern tätig, unter anderem als Religionslehrerin und Schulseelsorgerin, unterbrochen durch eine Elternzeit von 2007 bis 2011. Seit 2003 ist sie in der kirchlichen Hörfunkarbeit beim Hessischen Rundfunk tätig. 2015 wurde sie Ausbildungsreferentin für die Ausbildung der Priesteramtskandidaten und der angehenden Pastoralreferenten und -referentinnen, in gemeinsam wahrgenommener Verantwortung mit Weihbischof und Regens Udo Markus Bentz. Nachdem Bentz 2017 Generalvikar wurde, arbeitete Rieth mit dessen Nachfolger als Regens zusammen. 2019 wurde sie Referentin des Generalvikars. Seit 15. April 2022 ist sie dessen Bevollmächtigte. In ihren Aufgabenbereich fällt die Koordination der Missbrauchsaufarbeitung im Bistum Mainz.
Stephanie Rieth ist seit 2002 verheiratet und Mutter von drei Kindern.